# Северное Даньозеро
Северное Даньозеро — пресноводное озеро на территории Куземского сельского поселения Кемского района Республики Карелии.

## Общие сведения
Площадь озера — 1,3 км². Располагается на высоте 67,3 метров над уровнем моря.
Форма озера лопастная, округлая. Берега изрезанные, каменисто-песчаные, преимущественно заболоченные.
Из залива на западной стороне озера вытекает безымянный водоток, который, протекая через Южное Даньозеро, впадает в озеро Гагарино, через которое протекает река Воньга, впадающая, в свою очередь, в Белое море.
В северной части озера расположен один небольшой остров без названия.
Населённые пункты и автодороги вблизи водоёма отсутствуют.
Код объекта в государственном водном реестре — 02020000711102000003610.